# Monasterio de Nuestra Señora de la Salud (Garrovillas de Alconétar)
El monasterio de Nuestra Señora de la Salud, más conocido localmente como el "convento de las Jerónimas", es un monasterio de clausura monástica de monjas de la Orden de San Jerónimo ubicado en la villa española de Garrovillas de Alconétar, en la provincia de Cáceres.
Fue fundado a finales del siglo XVI en las afueras noroccidentales de la villa y su principal elemento artístico son los bienes muebles de su templo conventual. El monasterio es conocido por los dulces que elaboran las monjas, muy valorados tanto en la villa como en los alrededores.

## Localización
Se ubica en las afueras noroccidentales del casco antiguo de la villa, unos metros al oeste de la iglesia de San Pedro. Su parcela catastral, de 5272 m² de superficie total y 2631 m² de superficie construida, ocupa casi la totalidad de una manzana delimitada al este por la calle Seis Rejas y plaza Vieja, al sur por la calle Vega, al oeste por la calle Solanita y al norte por el callejón de las Monjas.

## Historia
El convento tiene su origen a mediados del siglo XVI, cuando los garrovillanos Diego Suárez y Fernando Enríquez, estudiantes de Teología en la Universidad de Salamanca, solían rezar en un templo salmantino dedicado a la Virgen de la Salud. Mientras que Fernando Enríquez era familiar de los señores de la villa, la familia de Diego Suárez tenía una casa señorial en el lugar del actual monasterio. En 1564-1566, Diego Suárez mandó erigir una ermita junto a la casa señorial, en el lugar donde actualmente están el presbiterio y altar mayor del templo conventual.
En 1573, los dos sacerdotes otorgaron la escritura de fundación del monasterio, aunque ninguno de ellos llegó a ver el edificio finalizado: Diego Suárez falleció en 1587 y Fernando Enríquez en 1593, estando ambos enterrados en el presbiterio del templo conventual. Las primeras novicias fueron formadas por monjas del monasterio de Santa María de Jesús de la vecina villa de Cáceres. Este monasterio cacereño, aunque actualmente tiene su sede en la enfermería de San Antonio, en aquella época tenía su sede en lo que ahora es el Palacio Provincial de la Diputación Provincial de Cáceres.

## Descripción
La parte más destacada del monasterio es el interior de su templo conventual. Estructuralmente es un sencillo edificio construido principalmente con mampostería con algunos elementos de sillería, de una sola nave cuyos tres tramos se cubren con bóveda de cañón. Los elementos externos más destacables son una espadaña de ladrillo que pregona el edificio desde la calle y, ya dentro del complejo, la verja que da acceso a la zona de clausura, delimitada por una peculiar estructura de dos columnas y un arco de medio punto.
Entre los bienes muebles del templo, destacan el retablo mayor y dos capillas-hornacinas ubicadas a ambos lados del altar. El retablo mayor es barroco y se ubica bajo un presbiterio cubierto por bóveda nervada. En el centro del retablo se ubica la imagen titular de la llamada "Virgen de la Salud", del siglo XVII o XVIII; esta imagen representa realmente a Nuestra Señora de la O, permitiendo un cristal ver al Niño Jesús en el vientre de Santa María embarazada, como ocurre en la vecina parroquia de Navas del Madroño. Por su parte, la capilla-hornacina del lado del Evangelio acoge una notable talla del siglo XVI de Cristo llevando la cruz, rescatada en el siglo XIX del convento de San Antonio; mientras, la del lado de la Epístola tiene un retablo formado por ocho pinturas, que se atribuyen al pintor manierista del siglo XVI Luis de Morales.